# Thuidium verrucipes
Thuidium verrucipes är en bladmossart som beskrevs av C. Müller 1896. Thuidium verrucipes ingår i släktet tujamossor, och familjen Thuidiaceae. Inga underarter finns listade i Catalogue of Life.